# Centar za ženske studije
Centar za ženske studije je nevladina organizacija osnovana 1992. godine sa sedištem u Beogradu. Centar je organizovan kao interdisciplinarni obrazovni projekat koji čine predavački, istraživački i obrazovni programi. U središtu svih programa su pitanja roda, seksualnosti, etniciteta, rase, klase.

## Istorijat
Osnivanje ženskih studija u Beogradu je 1991. godine inicirala feministička grupa „Žena i društvo“. Prvi kurs je bio eksperimentalni i jednosemestralni, i počeo je simbolično 8. marta 1992. godine.
Cetar za ženske studije je tokom rada prošao kroz dve faze. U prvoj fazi se bavio ratnim dešavanjima i represivnim režimom kao posledicom uticaja patrijarhata, tradicionalizma i nacionalizma. Kako se navodi na samoj veb prezentaciji Centra, "polazna pretpostavka u radu Centra za ženske studije, kao obrazovnog, prosvetiteljskog projekta bila je činjenica da nije bio vrednosno neutralan projekat – niti se tako ikada predstavljao – jer je njegova osnovna odrednica bila jasno političko opredeljenje protiv rata i nacionalizma, kao i utemeljenje u snažnoj feminističkoj aktivističkoj inicijativi". U okviru Centra organizovano je više od 20 kurseva iz različitih disciplina: antropologije, sociologije, nasilja u porodici, ženskih ljudskih prava, seksizma u jeziku, feminističkih teorija, feminističkog pristupa teologiji i prirodnim naukama.
U drugoj fazi, posle političkih promena 2000-te, Centar se bavio svojom institucionalizacijom i novim pitanjima kao što su: položaj žena u tranziciji, odnosi u javnoj sferi, medijima i pitanjem odgovornosti.